# Klip (film)
Klip je kontroverzní srbský film režírovaný Majou Milošovou, který získal v roce 2012 první cenu na Mezinárodním filmovém festivalu v Rotterdamu. U mnohých diváků ale vyvolal pobouření kvůli drogovým a sexuálním scénám, v Rusku dokonce nebyl vpuštěn do distribuce ministerstvem kultury.

## Děj
Jasna je šestnáctiletá dívka, která jde na střední školu. Má před očima svého otce, který je vážně nemocný v pokročilé fázi a kvůli lékům ztrácí kontakt s realitou. Jasna často chodí na divoké večírky plné alkoholu, drog, sexu a násilí. Je zamilovaná do svého budoucího spolužáka, 17letého Djoleho. Stydí se mu jakkoliv ukázat svou náklonnost, přesto spolu začnou vztah, ve kterém ale Djole Jasnu pouze využívá k sexuálnímu uspokojení a jediná komunikace spočívá v nahrávání sexu na mobilní telefon.